# Maroilles
 Maroilles  es una población y comuna francesa, en la región de Norte-Paso de Calais, departamento de Norte, en el distrito de Avesnes-sur-Helpe y cantón de Landrecies.

## Demografía
| 1615 | 1533 | 1481 | 1465 | 1453 | 1384 |
| Para los censos de 1962 a 1999 la población legal corresponde a la población sin duplicidades (Fuente: INSEE [Consultar]) |      |      |      |      |      |